# Oederan
Oederan là một thị xã thuộc huyện Mittelsachsen, trong bang tự do Sachsen, nước Đức. Đô thị Oederan có diện tích 55,85 km², dân số thời điểm ngày 31 tháng 12 năm 2005 là 7015 người.
Oederan có cự ly 14 km về phía tây nam của Freiberg, 17 km về phía đông Chemnitz và khoảng 50 km về phía tây của Dresden.
Thị xã gồm các làng Börnichen, Breitenau, Gahlenz, Görbersdorf, Kirchbach, Lößnitztal và Schönerstadt.
Oederan được đề cập lần đầu là một thị trấn vào năm 1286. Khu định cư có từ thời người Sorb thế kỷ 9 và 10. Vào thế kỷ 19, việc xây dựng tuyến đường ray có ảnh hưởng đến sự phát triển của thị trấn Oederan.
Trong đệ nhị thế chiến, một phân trại của trại tập trung Flossenburg nằm ở đây.